# پتاسیم اریتربات
پتاسیم اریتربات (به انگلیسی: Potassium erythorbate) با فرمول شیمیایی C6H7KO6 یک ترکیب شیمیایی است. که جرم مولی آن ۲۱۴٫۲۲ گرم بر مول می‌باشد. 